# Hjulby
Hjulby is een plaats in de Deense regio Zuid-Denemarken, gemeente Nyborg. De plaats telt 395 inwoners (2020).